# 1981 au Belize
Chronologie du Belize
- 1977
- 1978
- 1979
- 1980
- 1981
- 1982
- 1983
- 1984
- 1985

Cet article présente les faits marquants de l'année 1981 au Belize.

## Gouvernement
- Monarque : Élizabeth II
- Gouverneur colonial du Belize : James Hennessy (en)[1]
- Gouverneur général : Elmira Minita Gordon
- Premier ministre : George Cadle Price
- Ministre de la Santé et des Coopératives : Jane Ellen Usher

## Statistiques
- Le pays a une population de 150 000 habitants[2].

## Évènements

### Non daté
- La Banque centrale du Belize augmente le taux d'escompte. Il passe de 14 % à 14,5 %[3].

### Janvier
- 30 janvier : première réunion de la Chambre des représentants pour un projet de constitution avec présentation d'un livre blanc[4],[5].

### Février
- 4 février : Éclipse solaire (en).
- 16 février - 2 mars : consultations à l'échelle nationale sur la future constitution du Belize[6].

### Mars
- 11 mars : signature à Londres d'un accord entre le Guatemala et la Grande-Bretagne. Celui-ci prévoit en plus de l'indépendance du Belize avant la fin de l'année, d'octroyer au Guatemala des droits de passage vers l'océan Atlantique[7] (Différend frontalier entre le Belize et le Guatemala).
- 18 mars :
  - le parti national du Honduras dénonce cet accord, estimant que cela affecte les droits du futur État[7] ;
  - manifestation au Belize de la population pour dénoncer les droits de passage accordés au Guatemala[7].

### Avril
- Début avril : des émeutes et violences dénonçant l'accord du 11 mars provoquent de nombreux dégâts dans Belize City : une douzaine de bâtiments incendiés, magasins pillées et une station de radio saccagée[1].
- 3 avril :
  - au moins 5 personnes sont tuées lors d'émeutes violentes au nord de Corozal[1].
  - l'état d'urgence est déclaré avec imposition d'un couvre-feu[1].
- 6 au 14 avril : réunion constitutionnelle à Londres réunissant les représentants des gouvernements anglais et bélizien. Les principales caractéristiques d'une « constitution pour l'indépendance » y sont formulées[8].

### Mai

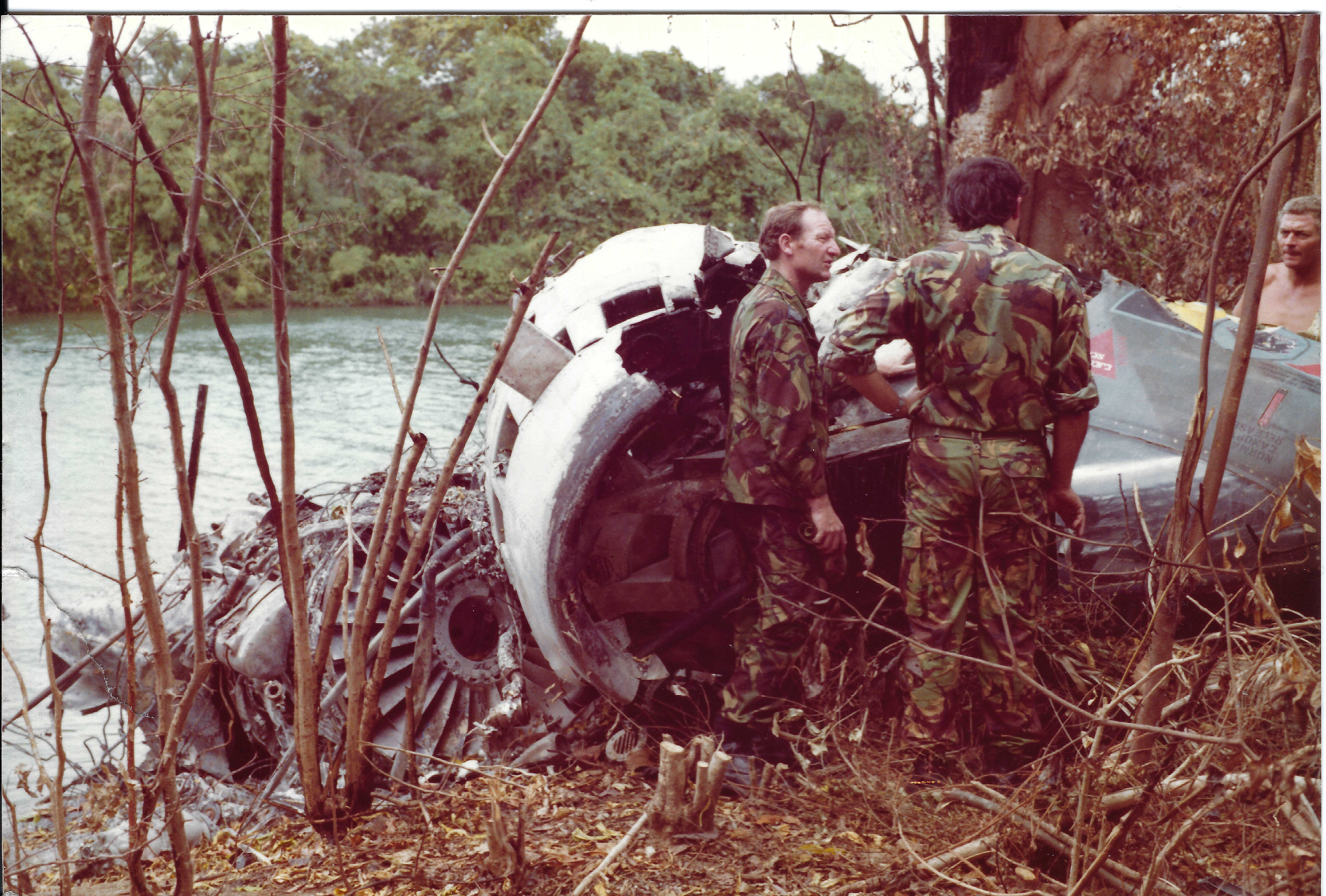
Crash du Hawker Siddeley Harrier GR.3 le 26 mai 1981.

- Crash du Hawker Siddeley Harrier GR.3 le 26 mai 1981.26 mai : un Hawker Siddeley Harrier s'écrase au bord du fleuve Belize. Le pilote perd le contrôle après avoir décollé de l'aéroport de Ladyville[9].

### Juin
- x

### Juillet
- 22 juillet : la Grande-Bretagne s'engage à maintenir des troupes pour une « certaine » période. Elle s'engage également à aider et entraîner la toute nouvelle Belize Defence Force[10].

### Août
- une épidémie de conjonctivite aiguë hémorragique (en) est découverte au Belize[11].
- 14 août : réunion de la Chambre des représentants pour travailler sur la nouvelle Constitution[6].
- 28 août : réunion de la Chambre des représentants pour travailler sur la nouvelle Constitution[6].

### Septembre
- 2 septembre : réunion de la Chambre des représentants pour travailler sur la nouvelle Constitution[6].
- 21 septembre :
  - Indépendance du Belize[6]. Le Prince Michael de Kent représente le Royaume-Uni lors des festivités[2]. Le Belize rejoint le Commonwealth.
  - le Guatemala refuse toujours de reconnaître le nouveau pays. Le Mouvement de libération nationale, mouvement d'extrême droite, manifeste ainsi en brûlant des effigies de la reine Élizabeth, de Margaret Thatcher et de George Price[12].
- 23 septembre : Résolution 491 du Conseil de sécurité des Nations unies.
- 25 septembre : Les Nations Unies acceptent le Belize en tant que 156e membre lors d'un vote de 144 voix contre une (le Guatemala)[13].

### Octobre
- 29 octobre : les États-Unis reconnaissent l'indépendance du Belize. Malcolm R. Barnebey (en) est nommé chargé d’affaires ad intérim[14].

### Novembre
- 28 novembre : plusieurs lois sont passées à cette date :
  - le Belizean Nationality Act 1981, loi prévoyant la citoyenneté du Belize et les questions qui y sont liées[15] ;
  - Wildlife Protection Act 1981 (Act No. 4 of 1981), loi sur la chasse et la pêche[16].

### Décembre
- x

## Décès
- 6 juillet : Albert Cattouse, homme politique